# 藤原是憲
藤原 是憲（ふじわら の これのり）は、平安時代後期の貴族、浄土宗の僧。藤原南家貞嗣流、少納言・信西（藤原通憲）の三男。官位は従五位下・少納言。
信濃守であったが、平治の乱で父・信西に連座して免職され佐渡島に流罪となる。後に21歳で出家し、遊蓮房円照と号して西山広谷に草庵を設けて善導を信奉した。
承安5年（1175年）に法然がやってくると後にその弟子となる。妻の甥は法然の弟子信空である。

## 系譜
- 父：藤原通憲（1106-1160）
- 母：高階重仲の娘
- 妻：藤原顕時の娘